# Carritxar
El Carritxar és un espai obert situat als afores del poble d'Oliva (La Safor), que compta amb zona d'acampada, espai per a les torrades, pícnic i zona d'entreteniment amb piscina municipal. Fins feia uns anys, s'hi podia gaudir d'una vegetació frondosa i aire fresc de la muntanya. Actualment es troba en situació d'abandó i desatenció.